# Udanwuh
Udanwuh is een bestuurslaag in het regentschap Semarang van de provincie Midden-Java, Indonesië. Udanwuh telt 499 inwoners (volkstelling 2010).